# Jajamen
Jajamen är ett album av det svenska dansbandet Rolandz, utgivet 2010 .

## Låtlista
1. Jajamen
2. Har jag fel
3. Bagaren och Charlies Bror
4. Hörru Rut
5. Maria Magdalena
6. Kom å gör mig lycklig
7. Eda
8. Mälarö kyrka
9. Jag hör hur de ligger med varandra i våningen ovanför
10. Dansmannen Bertil
11. Om regn faller ner
12. En kyss per telefon
13. När du stiger in i bussen
14. Ska vi gå hem till dej

## Listplaceringar
| Lista (2010) | Topplacering |
| ------------ | ------------ |
| Sverige      | 1            |

### Fotnoter
1. ↑  ”Musikindustrin”. Arkiverad från originalet den 17 augusti 2010. https://web.archive.org/web/20100817192318/http://www.musikindustrin.se/artikel/1601/Topplistan_vecka_13_Rolandz_debuterar_som_etta_pa_SverigeTopplistan.html#. Läst 16 juli 2011.
2. ↑  Information i Svensk mediedatabas.
3. ↑  Listplacering